# عربية الجزيرة الفراتية
انَّ اللغة العربية التي كان يتكلم بها العرب من أهل الجزيرة الفراتية وما زالوا هي لغة أصيلة وقديمة وتسمى لغة أهل الجزيرة أو كما يسميها العامة (اللهجة الجزراوية) وهي لهجة لها حدود وامتداد وحدود الناطقين بها تبدأ من الموصل ومحيطها وتستمر إلى حدود منطقة سعرد مرورا بمناطق آزخ والمحلمية وماردين وانتهاءً بمنطقة قرقيسيا (البصيرة) والتي تعرف اليوم بـدير الزور والتي تصل إلى حدود جبل البشر، وأطلق علماء اللهجات على هذه اللهجة لهجة (قلتُ) لاستعمال أصحابها الضمة فوق تاء الفاعل ويقال لها أيضاً لهجة أهل الجزيرة التي قال عنها المقدسي: «وأهل الجزيرة لغتهم حسنة أصح من لغة أهل الشام لأنهم عرب وأحسنها الموصلية».
ويتكلم أهل هذه البلاد لهجة واحدة تختلف باختلاف من يجاورها من الأقوام الأخرى والغريب في الأمر أن هذه اللهجة لا يتكلم بها إلا أبناء منطقة ما كان يعرف بـ ديار بكر وربيعة بالإضافة إلى من هاجر منهم إلى غيرها من الأماكن الأخرى.
وهي لهجة قريبة من الفصحى لما تحمله في جوفها من ألفاظ وكلمات عربية قديمة لن تسمعها إلا على ألسنتهم وفي بطون الكتب القديمة وحركات كالضمة والكسرة والسكون وإمالة الألف. وهي لهجة مصدرها واحد وجذورها جزرية وإن اختلفت قليلا في حركيتها من منطقة لأخرى من مناطق الناطقين بها ولكنهم جميعاً يتفقون على استعمال بعض أساسياتها مثل الواو والنون في نهاية الفعل المضارع إذا كان من الأفعال الخمسة مثل: (ينامون ويأكلون) ويلفظون الضمة فوق تاء الفاعل المتحركة مثل (قلتُ ونمتُ) ويستعملون الكسرة بعد كاف الخطاب المؤنثة مثل (عينكِ وبيتكِ) ويميلون الألف حتى تقترب لفظا من الياء مثل (تنانير) يلفظونها (تنينير).
وكانت دير الزور ومن بعدها الموصل قد تعرضت لانسياح القبائل والعشائر العربية البدوية لمتجولة التي قدمت في العقود الماضية من ارض الجزيرة العربية ومناطق العراق القريبة منها والتي كانت تستعمل لهجة غير لهجة المنطقة والتي تعرف باللهجة البدوية أو لهجات العرب المتنقلة واستقر معظمها في مناطق كثيرة من الجزيرة وخاصة بالقرب من نهري دجلة والفرات وفي محيط مدينتي دير الزور والموصل واطلق أهل الباديه على سكان الدير (شوايا) أي (ديرة) في حين أطلق على أهل الموصل لفظة (مصالوا)و اهل القيق
وأثر وجود هؤلاء الوافدين الذين يستعملون لهجة (كلتْ) -الكاف مصرية - بشكل ملحوظ على لهجتي أهل هاتين المنطقتين وخاصة دير الزور ومحيطها وجعلها تبتعد قليلا عن جزراويتها حتى أصبح أهل الدير يلفظون الكثير من كلماتهم بلكنة بدوية مثل كاف الخطاب المؤنثة حولوها إلى (جاف) جيم منقوطة بثلاث مثل: (خالتكي)، لفظوها (خالتجي)، و(بيتكي)، لفظوها (بيتجي) وهكذا..وتأثرت لهجة أهل الموصل بالبدوية والتركية والكردية في حين تأثرت لهجات: (ماردين والمحلمية وبازبدي) بلغات الأمم الأخرى المجاورة لها والمحيطة بها والتي تتكلم لغات أخرى مثل الكردية والتركية والسريانية.
وأن السر في انحصار هذه اللهجة في هذه المنطقة بالذات يكمن في تاريخها وماضيها وخصوبة أراضيها ووفرة المياه فيها هذه الميزات استطاعت أن تجذب إليها امم وشعوب كثيرة ومنها القبائل العربية الربعية وأهمها قبيلتي شيبان وتغلب اللتين قدمتا من المنطقة الواقعة بين الجزيرة والعراق منذ ما قبل الإسلام واستقرت فيها حتى أطلق السريان عليها تسمية (باعربايا) وغيرهم من المؤرخين «ديار ربيعة» نسبة إلى هذه القبائل التي اقامت على ترابها ولم تغادرها كما قال عادل البكري في كتابه اللهجة الموصلية: «أن لهجة أهل الموصل هي لهجة قريبة من الفصحى وهي لهجة القبائل العربية التي حملتها معها وحافظت عليها» فما هو جنس هذه القبائل التي حملت هذه اللهجة وحافظت عليها بالطبع كانت قبائل ربعية وخاصة شيبان وتغلب التي استقرت في هذه الديار ودخل أكثرها الفلاحين وحافظوا عليها وهذا ما أبقى هذه اللهجة متداولة إلى اليوم على الرغم من قدوم قبائل تتكلم لهجات تختلف تماما عنها ولكن لم يؤثرقدوم هذه القبائل كثيراًعلى جزريتها وبقيت تسمى لهجة أهل الجزيرة لهجة شيبان وتغلب.